# Gärverschluss

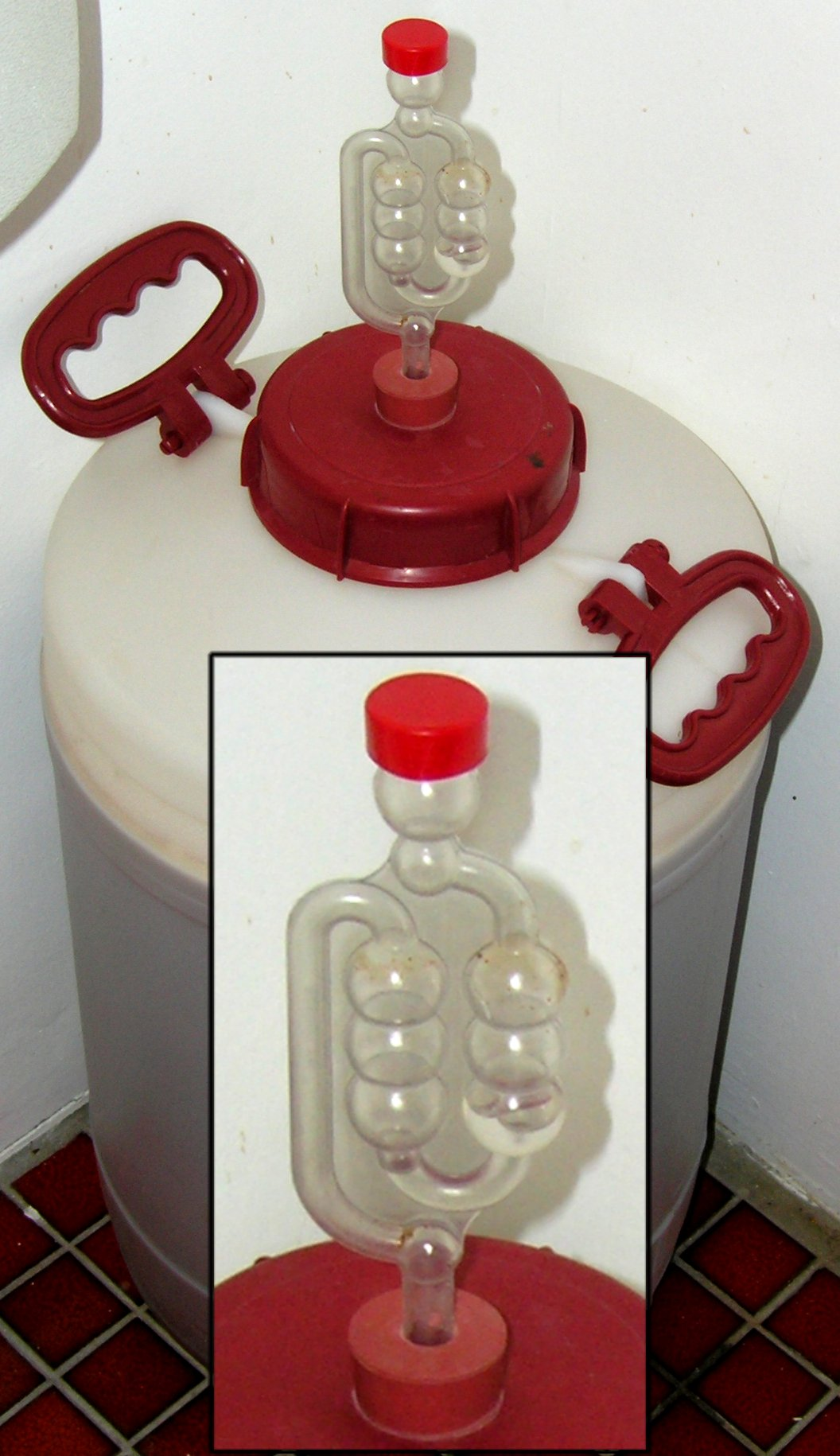
Ein Nesslersches Gärröhrchen aus Kunststoff als Gärverschluss auf einem Gärtank im Hobbybereich

Gärverschluss, Gäraufsatz oder Gärkontrollaufsatz sind Sammelbezeichnungen für verschiedene Vorrichtungen zum Verschluss der Gärbehälter und der Beschränkung des Gasaustauschs bei der anaeroben Gärung.

## Zweck und Arten
Speziell bei der Herstellung alkoholisch vergorener Getränke wie Wein oder Bier soll der Gärverschluss entstehende Gase (meist Kohlendioxid) entweichen lassen, ohne dass Luft – und hier speziell Sauerstoff – in den Behälter einströmen kann.
Der Gärverschluss hat also die Funktion eines Überdruckventils.
Oft wird der Gärverschluss in einem durchbohrten Stöpsel auf den Spund, also das Verschlussloch des Gärbehälters, aufgesetzt und verschließt diesen einseitig dicht, indem etwa eine Wasserfalle den Zutritt von Sauerstoff und somit eine unerwünschte Oxidation verhindert (soweit im Behälter kein Unterdruck auftritt). Häufig wird dem Wasser in der „Falle“ Schwefeldioxid oder Alkohol zugesetzt. Das während der Gärung entweichende Kohlendioxid wird durch die Flüssigkeit geleitet und durch Blasenbildung sichtbar, manchmal auch zusätzlich akustisch angezeigt, so dass der Gärprozess besser kontrolliert werden kann. Es gibt verschiedene Formen von Gärverschlüssen wie das Gärröhrchen oder die Gärglocke oder auch ganz einfache Vorrichtungen, bei denen etwa ein auf das Verschlussloch aufgesetzter Schlauch in einen mit Wasser gefüllten Behälter geführt wird.

## Gärröhrchen
Ein Gärröhrchen oder Gärspund ist eine Form eines Gärverschlusses. Weitere Bezeichnungen dafür sind Nessler'sche Gärröhre, oder einfach Gärröhre, Gärrohr, Gärpfeife, Gärglas, Gäraufsatz oder Spunden.
Es handelt sich um ein meist doppelt U-förmig gebogenes Rohr aus Glas oder Kunststoff auf einem gelochten Korken oder Gummistopfen. Bei der Herstellung vergorener Getränke wie Wein, Met, Apfelwein oder Bier verschließt es die Öffnung des Gärballons oder Maischegefäßes. Es ist so konstruiert, dass beim Gärprozess freigesetztes Gärgas, hauptsächlich Kohlenstoffdioxid (pro mol Glucose etwa zwei mol CO2. - bei Raumtemperatur mehr als vierzig Liter.), zwar aus dem Behälter entweichen, Luft bzw. Sauerstoff jedoch nicht von außen eindringen kann. So lässt sich eine Oxidation des Mosts oder der Maische zu Essig verhindern. Erreicht wird dies durch eine Wasserfalle in der unteren der beiden U-förmigen Krümmungen des Röhrchens. Falls ein Rücksaugen des Sperrwassers in den Behälter befürchtet werden muss, wird zur Desinfektion gelegentlich auch Alkohol zugesetzt.
Zusätzlich verhindert der Gärspund, dass mit der Luft oder durch Insekten unerwünschte Bakterien oder andere Mikroorganismen in den Most gelangen und Fehlgärungen auslösen, die das Endprodukt verderben würden.
Man benutzt auch einen tönernen Spund, dessen obere Fläche einen napfförmigen Rand besitzt und in den ein zentrales, beiderseitig offenes Rohr eingefügt ist. Dieses wird durch ein anderes, oben geschlossenes Rohr überstülpt, das mit seinem unteren Rand in den mit Wasser gefüllten Napf taucht. Bei einer ähnlichen, aus Metall gefertigten Vorrichtung ist das innere Rohr oben eben abgeschliffen und legt sich gegen eine Platte aus Kautschuk, mit der der Boden des äußeren Rohres inwendig gefüttert ist. Die sich entwickelnde Kohlensäure muss hier durch eigene Spannung den Druck überwinden, den das gegebenenfalls mit Gewichten belastete äußere Rohr ausübt.
Eine weitere Anwendung findet das Gärröhrchen in der qualitativen analytischen Chemie zum Nachweis entweichender Gase. Um Kohlenstoffdioxid nachzuweisen, wird beispielsweise eine Bariumhydroxidlösung in das Gärröhrchen gefüllt. Nach Zugabe von Säure zur Analysensubstanz entweicht ein Gas, das durch das Gärröhrchen austritt. Bildet sich dort eine Trübung, weist dies auf Kohlenstoffdioxid hin, da sich schwer lösliches Bariumcarbonat abgeschieden hat. Es kann auch Kalkwasser zum Nachweis von Kohlenstoffdioxid eingesetzt werden. Bei Kontakt mit Kohlenstoffdioxid trübt sich das zunächst klare Kalkwasser, da Calciumcarbonat ausfällt.

## Gärglocke
Die so genannte Gärglocke ist ein Becher, in dessen Mitte ein Rohr steckt, welches mit dem Behälter verbunden ist. Über dieses Rohr wird eine Glocke gestülpt, deren Unterkante im Spalt zwischen Becher und Rohr, sowie tiefer als das offene Ende des Rohres liegen muss. Der Spalt wird so weit mit Wasser gefüllt, bis die Unterkante der Glocke sicher bedeckt ist, aber noch kein Wasser von oben ins Rohr eindringen kann. Sobald sich in dem Behälter Gärgase zu entwickeln beginnen, wird die Glocke dadurch so weit angehoben, dass die Gase schließlich unter dem Rand hindurch nach außen treten können. Die Glocke fällt daraufhin wieder ins Wasser zurück und verschließt den Behälter luftdicht gegenüber der Umgebung.

## Gärballon
Ein einfacher Behelf besteht aus einem über die Öffnung des Behälters gestülpten Gummiballon, der mit einer Nadel perforiert wird. Durch die Perforation können Gase entweichen, wenn der Ballon sich aufbläht. Bedingt durch die innere Spannung des Gummis verschließen sich die feinen Öffnungen anschließend wieder.
Bei der Vergärung von einem Liter Most zu Apfelwein beispielsweise entstehen bis zu 50 Liter Gärgas, die aus dem Gärballon entweichen müssen – daher kann man keinen hermetisch schließenden Stopfen verwenden.